# Федеральний резервний банк Канзас-Сіті
39°04′30″ пн. ш. 94°35′07″ зх. д. / 39.0749° пн. ш. 94.5853° зх. д.

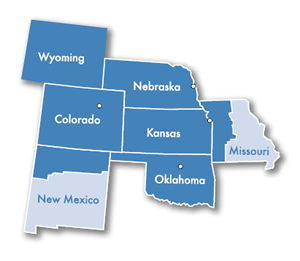
Мапа Десятого округу

Федеральний резервний банк Канзас-Сіті (англ. Federal Reserve Bank of Kansas City) — один з дванадцяти федеральних резервних банків США, що утворюють Федеральну резервну систему, зі штаб-квартирою у місті Канзас-Сіті (Міссурі). Відповідає за Десятий округ ФРС США, до якого входять штати Колорадо, Канзас, Небраска, Оклахома, Вайомінг, західна частина штату Міссурі і північна частина штату Нью-Мексико.